# Tatsuno
Pour les articles homonymes, voir Tatsuno (homonymie).
Tatsuno (たつの市, Tatsuno-shi) est une ville située dans la préfecture de Hyōgo, au Japon

## Géographie

### Situation
Tatsuno est située dans l'ouest de la préfecture de Hyōgo, au Japon. Elle est bordée par la mer intérieure de Seto au sud.

### Démographie
En mars 2023, la population de la ville de Tatsuno était de 73 649 habitants répartis sur une superficie de 210,87 km2.

## Histoire
La ville moderne de Tatsuno a été fondée le 1er avril 1951. Le 1er octobre 2005, les bourgs d'Ibogawa, Mitsu et Shingū sont intégrés dans la ville.

## Transports
Tatsuno est desservie par les lignes Sanyō et Kishin de la JR West. Les principales gares sont celles de Tatsuno, Hon-Tatsuno et Harima-Shingū.

## Jumelages
- Albany (États-Unis)

## Personnalités liées à la municipalité
- Kiyoshi Miki (1887-1945), philosophe
- Rofū Miki (1889-1964), poète et écrivain
- Toshizō Ido (né en 1945), homme politique
- Fumito Ueda (né en 1970), concepteur de jeux vidéo